# 白城站
白城站位于中华人民共和国吉林省白城市洮北区，邮政编码137000。车站建于1925年，有白阿铁路、平齐铁路、长白铁路接入该站，是该地区唯一的技术作业站，客、货运、调车、解体编组等各项作业均集中在白城站办理，为“一站型铁路枢纽”。车站隶属于沈阳铁路局，是一等客货运区段站，以无改编中转列车和南北方向车流为主。
车站为横列式一级二场站型。现有到发线10条(含正线4条、机走线1条)，调车线13条。设简易驼峰1座，牵出线2条，配调机3台。设站台3座，站台间有旅客天桥、地道各1座，货场货物线5条。车站附近设有白城车辆段和白城机务段。白城电厂、纸厂等16条专用线在本站接轨。